# نوح هاثاواي
نوح هاثاواي (بالإنجليزية: Noah Hathaway)‏ هو ممثل أمريكي، ولد في 13 نوفمبر 1971 بلوس أنجلوس في الولايات المتحدة.

## وصلات خارجية
- نوح هاثاواي على موقع IMDb (الإنجليزية)
- نوح هاثاواي على موقع ألو سيني (الفرنسية)
- نوح هاثاواي على موقع أول موفي (الإنجليزية)
- نوح هاثاواي على موقع قاعدة بيانات الأفلام السويدية (السويدية)
- نوح هاثاواي على موقع إن إن دي بي (الإنجليزية)
- نوح هاثاواي على موقع قاعدة بيانات الفيلم (الإنجليزية)
- نوح هاثاواي على موقع كينوبويسك (الروسية)